# Amazone tavoua
Amazona festiva
Espèce
Statut de conservation UICN

 LC  : Préoccupation mineure
Statut CITES
L'Amazone tavoua (Amazona festiva) ou Amazone festive, est une espèce d'amazone de taille moyenne (environ 34 cm).

## Description
Comme la plupart des espèces du genre, l'Amazone tavoua présente un plumage à dominante verte. Son cou est teinté de noir. Une bande frontale étroite rouge foncé s'étend de chaque côté de la tête de l'attache du bec aux yeux tandis que deux taches bleu azur plus étendues ornent l'arrière de ceux-ci. Les joues sont vert jaunâtre et le menton bleu.

## Sous-espèces
L'Amazone tavoua est représentée par deux sous-espèces :
- A. f. festiva répandue dans l'est de l'Équateur, dans le nord-est du Pérou, dans le sud-est de la Colombie et dans l'est de l'Amazonie au Brésil ;
- A. f. bodini répandue dans le nord-ouest de la Guyane et au Venezuela dans les régions bordant l'Orénoque.

Cette sous-espèce se différencie de la forme type par un plumage plutôt vert jaunâtre, par une étendue plus importante des taches frontales rouges et par la présence d'une nuance bleuâtre sur les joues.

## Habitat
Cette espèce peuple les forêts primaires de type amazonien et les forêts-galeries qui longent les cours d'eau.